# Saint-Léger-de-Rôtes
 Saint-Léger-de-Rôtes  es una comuna y población de Francia, en la región de Alta Normandía, departamento de Eure, en el distrito de Bernay y cantón de Bernay Este.
Su población en el censo de 1999 era de 426 habitantes.
Está integrada en la Communauté de communes de Bernay et ses environs .

## Demografía
| 317 | 354 | 405 | 444 | 465 | 426 |
| Para los censos de 1962 a 1999 la población legal corresponde a la población sin duplicidades (Fuente: INSEE [Consultar]) |     |     |     |     |     |

- Datos: Q1071549
- Multimedia: Saint-Léger-de-Rôtes / Q1071549

1. ↑  Worldpostalcodes.org, código postal n.º 27300.
2. ↑  INSEE, Datos de población para el año 2012 de Saint-Léger-de-Rôtes (en francés).